# Pepsi & Shirlie

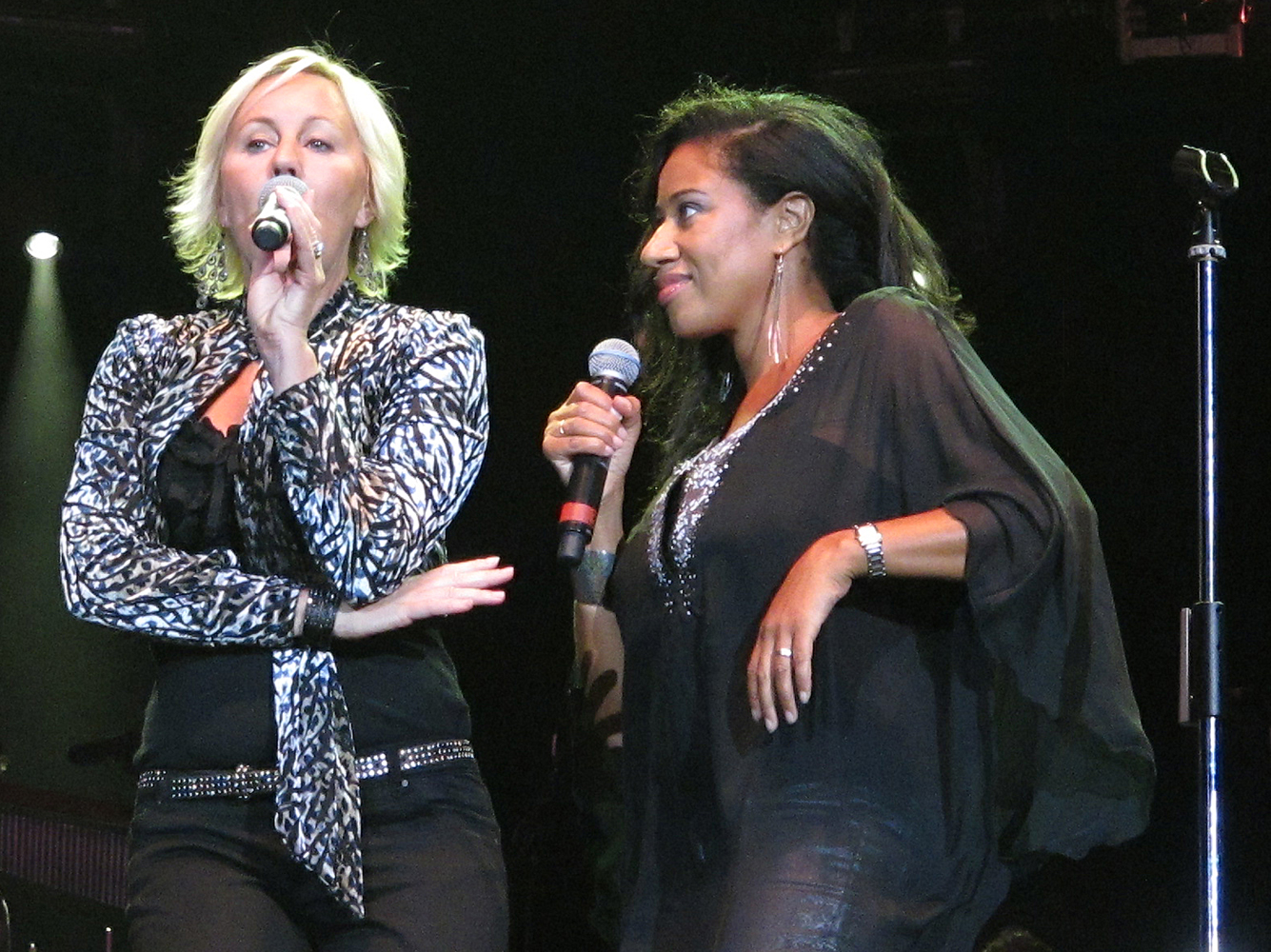
Pepsi (rechts) and Shirlie (links) (2011)

Pepsi & Shirlie war ein britisches Popduo. Es bestand aus den beiden Sängerinnen Helen „Pepsi“ DeMacque-Crockett (* 10. Dezember 1958 in Paddington, London) und Shirlie Holliman (* 18. April 1962 in Bushey, Hertfordshire).

## Biografie
DeMacque-Crockett und Holliman starteten ihre Karriere als Backgroundsängerinnen der Band Wham!. Nach deren Auflösung nahmen sie gemeinsam das Album All Right Now auf, das 1987 veröffentlicht wurde.
Die Vorabauskopplung Heartache stieg in den britischen Singlecharts bis auf Platz 2, der Nachfolger Goodbye Stranger erreichte dort Platz 9. Die Singles Can’t Give Me Love und All Right Now, das eine Coverversion des gleichnamigen 1970er Hits der Band Free ist, waren Ende 1987 nur noch kleine Hits. Hightime, die fünfte und letzte Auskopplung des Albums All Right Now, verfehlte eine Hitparadennotierung.
Nach einer Pause erschien 1991 das zweite Pepsi-&-Shirlie-Album Change. Weder der Longplayer noch die einzige Singleauskopplung Someday fanden die gewünschte Beachtung. Daraufhin trennte sich das Duo.
Pepsi DeMacque-Crockett tourte als Sängerin bei der Then-and-Now-Tour 1999 mit Mike Oldfield. Auf der DVD Tubular Bells II und III von Mike Oldfield ist sie als Sängerin bei der Live-Premiere von Tubular Bells III dabei. Außerdem war sie am Silvesterabend 1999 als Vokalistin bei der Aufführung von The Millennium Bell an der Berliner Siegessäule dabei.

## Diskografie

### Alben
| Jahr | Titel         | Höchstplatzierung, Gesamtwochen, AuszeichnungChartplatzierungen (Jahr, Titel, Platzierungen, Wochen, Auszeichnungen, Anmerkungen) | Höchstplatzierung, Gesamtwochen, AuszeichnungChartplatzierungen (Jahr, Titel, Platzierungen, Wochen, Auszeichnungen, Anmerkungen) | Höchstplatzierung, Gesamtwochen, AuszeichnungChartplatzierungen (Jahr, Titel, Platzierungen, Wochen, Auszeichnungen, Anmerkungen) | Höchstplatzierung, Gesamtwochen, AuszeichnungChartplatzierungen (Jahr, Titel, Platzierungen, Wochen, Auszeichnungen, Anmerkungen) | Höchstplatzierung, Gesamtwochen, AuszeichnungChartplatzierungen (Jahr, Titel, Platzierungen, Wochen, Auszeichnungen, Anmerkungen) | Anmerkungen               |
| Jahr | Titel         | DE | AT | CH | UK | US | Anmerkungen               |
| ---- | ------------- | --- | --- | --- | --- | --- | ------------------------- |
| 1987 | All Right Now | — | — | — | UK69 (2 Wo.)UK | US133 (9 Wo.)US | Produzent: Tambi Fernando |

Weitere Alben
- 1991: Change
- 1993: Heartache (Kompilation)

### Singles
| Jahr | Titel Album                              | Höchstplatzierung, Gesamtwochen, AuszeichnungChartplatzierungen (Jahr, Titel, Album, Platzierungen, Wochen, Auszeichnungen, Anmerkungen) | Höchstplatzierung, Gesamtwochen, AuszeichnungChartplatzierungen (Jahr, Titel, Album, Platzierungen, Wochen, Auszeichnungen, Anmerkungen) | Höchstplatzierung, Gesamtwochen, AuszeichnungChartplatzierungen (Jahr, Titel, Album, Platzierungen, Wochen, Auszeichnungen, Anmerkungen) | Höchstplatzierung, Gesamtwochen, AuszeichnungChartplatzierungen (Jahr, Titel, Album, Platzierungen, Wochen, Auszeichnungen, Anmerkungen) | Höchstplatzierung, Gesamtwochen, AuszeichnungChartplatzierungen (Jahr, Titel, Album, Platzierungen, Wochen, Auszeichnungen, Anmerkungen) | Anmerkungen                                                                     |
| Jahr | Titel Album                              | DE | AT | CH | UK | US | Anmerkungen                                                                     |
| ---- | ---------------------------------------- | --- | --- | --- | --- | --- | ------------------------------------------------------------------------------- |
| 1987 | Heartache All Right Now                  | DE8 (14 Wo.)DE | AT7 (10 Wo.)AT | CH2 (13 Wo.)CH | UK2 Silber · (12 Wo.)UK | US78 (8 Wo.)US | Autoren: Iris und Tambi Fernando Produzent: Phil Fearon                         |
| 1987 | Goodbye Stranger All Right Now           | DE31 (8 Wo.)DE | — | CH5 (7 Wo.)CH | UK9 (8 Wo.)UK | — | Autoren: Iris und Tambi Fernando, Wayne Brown Produzent: Pete Hammond           |
| 1987 | Can’t Give Me Love All Right Now         | — | — | — | UK58 (3 Wo.)UK | — | Autoren: Iris und Tambi Fernando, Wayne Brown Produzent: Chris Porter           |
| 1987 | All Right Now                            | — | — | — | UK50 (3 Wo.)UK | US66 (6 Wo.)US | Autoren: Andy Fraser, Paul Rodgers Produzent: Gary Langham                      |
| 1988 | Hightime All Right Now – Special Edition | — | — | — | UK79 (2 Wo.)UK | — | Autoren: Nia Peeples, Paul Gurvitz Remix: Jellybean Original: Nia Peeples, 1988 |

Weitere Singles
- 1991: Someday

### Videoalben
- 1987: Heartache
- 1987: All Right Now